# 斑玉螺
斑玉螺（学名：Natica maculosa）为玉螺科玉螺属的动物。分布于日本、印度支那半岛以及中国大陆的辽宁、山东、浙江、福建、广东、海南岛等地，生活环境为海水，一般生活于潮间带致、下区的海滩上。